# Whitefish Lake (Merrill Creek)
Whitefish Lake är en sjö i Kanada.   Den ligger i countyt Lennox and Addington County och provinsen Ontario, i den sydöstra delen av landet, 150 km väster om huvudstaden Ottawa. Whitefish Lake ligger 340 meter över havet. Arean är 1,3 kvadratkilometer. Den sträcker sig 1,5 kilometer i nord-sydlig riktning, och 2,2 kilometer i öst-västlig riktning.
I omgivningarna runt Whitefish Lake växer i huvudsak blandskog. Runt Whitefish Lake är det mycket glesbefolkat, med 2 invånare per kvadratkilometer.